# Kolbeinn Finnsson
Kolbeinn Birgir Finnsson (25 augustus 1999) is een IJslands voetballer die als verdediger en middenvelder voor FC Utrecht speelt. Hij is de zoon van voormalig voetballer Finnur Kolbeinsson.

## Carrière
Kolbeinn Finnsson speelde in de jeugd van Fylkir Reykjavík, waar hij op 11 april 2014 in de met 0-3 gewonnen Deildabikar-wedstrijd tegen Þróttur Reykjavík in het eerste elftal debuteerde. In het seizoen 2015 maakte hij het hele seizoen deel uit van de selectie van Fylkir, waarna hij in de winterstop van het seizoen 2015/16 naar de jeugdopleiding van FC Groningen vertrok. Vanaf 2017 tot 2018 speelde hij ook met Jong FC Groningen in de Derde divisie zaterdag. In de zomer van 2018 vertrok hij transfervrij naar het Engelse Brentford FC, waar hij bij het tweede elftal speelt. Op 17 februari 2019 zat hij voor het eerst bij de selectie van Brentford, in de met 4-1 verloren uitwedstrijd in de FA Cup tegen Swansea City AFC. In mei 2019 werd hij voor enkele maanden aan zijn oude club Fylkir verhuurd. In de zomer van 2019 vertrok hij naar het tweede elftal van Borussia Dortmund. Hier werd hij in 2021 kampioen van de Regionalliga West, waardoor het elftal naar de 3. Liga promoveerde. Halverwege het seizoen 2022/23 maakte hij de overstap naar het Deense Lyngby BK. In 2024 kwam hij onder contract bij FC Utrecht.

### Statistieken
| Seizoen                     | Club                 | Land           | Competitie             | Competitie | Competitie | Beker | Beker | Overig | Overig | Totaal | Totaal |
| Seizoen                     | Club                 | Land           | Competitie             | Wed.       | Dlp.       | Wed.  | Dlp.  | Wed.   | Dlp.   | Wed.   | Dlp.   |
| --------------------------- | -------------------- | -------------- | ---------------------- | ---------- | ---------- | ----- | ----- | ------ | ------ | ------ | ------ |
| 2014                        | Fylkir Reykjavík     | IJsland        | Úrvalsdeild            | 0          | 0          | 0     | 0     | 1      | 0      | 1      | 0      |
| 2015                        | Fylkir Reykjavík     | IJsland        | Úrvalsdeild            | 9          | 0          | 2     | 0     | 4      | 0      | 15     | 0      |
| 2016/17                     | Jong FC Groningen    | Nederland      | Derde divisie zaterdag | 1          | 0          | –     | –     | –      | –      | 1      | 0      |
| 2017/18                     | Jong FC Groningen    | Nederland      | Derde divisie zaterdag | 23         | 0          | –     | –     | –      | –      | 23     | 0      |
| 2018/19                     | Brentford FC         | Engeland       | Championship           | 0          | 0          | 0     | 0     | 0      | 0      | 0      | 0      |
| 2019                        | → Fylkir Reykjavík   | IJsland        | Úrvalsdeild            | 13         | 2          | 2     | 0     | 0      | 0      | 15     | 2      |
| 2019/20                     | Borussia Dortmund II | Duitsland      | Regionalliga West      | 18         | 0          | –     | –     | –      | –      | 18     | 0      |
| 2020/21                     | Borussia Dortmund II | Duitsland      | Regionalliga West      | 28         | 4          | –     | –     | –      | –      | 28     | 4      |
| 2021/22                     | Borussia Dortmund II | Duitsland      | 3. Liga                | 19         | 0          | –     | –     | –      | –      | 19     | 0      |
| 2022/23                     | Borussia Dortmund II | Duitsland      | 3. Liga                | 13         | 0          | –     | –     | –      | –      | 13     | 0      |
| 2022/23                     | Lyngby BK            | Denemarken     | Superligaen            | 15         | 1          | 0     | 0     | –      | –      | 15     | 1      |
| 2023/24                     | Lyngby BK            | Denemarken     | Superligaen            | 19         | 2          | 3     | 0     | –      | –      | 22     | 2      |
| Carrièretotaal              | Carrièretotaal       | Carrièretotaal | Carrièretotaal         | 158        | 9          | 7     | 0     | 5      | 0      | 170    | 9      |
| Bijgewerkt op 10 maart 2023 |                      |                |                        |            |            |       |       |        |        |        |        |

### Interlandcarrière
Kolbeinn Finnsson speelde voor verschillende IJslandse vertegenwoordigende jeugdelftallen. Zo won hij met IJsland onder 16 brons op de Olympische Jeugdzomerspelen van 2014. In 2019 werd Finnsson voor het eerst geselecteerd voor het IJslands voetbalelftal. Hij debuteerde op 11 januari 2019 in de met 2-2 gelijkgespeelde vriendschappelijke wedstrijd tegen Zweden. Finnsson kwam in de 78e minuut in het veld voor Guðmundur Þórarinsson.
| Interlands van Kolbeinn Finnsson voor IJsland | Interlands van Kolbeinn Finnsson voor IJsland | Interlands van Kolbeinn Finnsson voor IJsland | Interlands van Kolbeinn Finnsson voor IJsland | Interlands van Kolbeinn Finnsson voor IJsland | Interlands van Kolbeinn Finnsson voor IJsland |
| №                                             | Datum                                         | Wedstrijd                                     | Uitslag                                       | Soort wedstrijd                               | Doelpunten                                    |
| Als speler bij Brentford FC                   | Als speler bij Brentford FC                   | Als speler bij Brentford FC                   | Als speler bij Brentford FC                   | Als speler bij Brentford FC                   | Als speler bij Brentford FC                   |
| --------------------------------------------- | --------------------------------------------- | --------------------------------------------- | --------------------------------------------- | --------------------------------------------- | --------------------------------------------- |
| 1.                                            | 11 januari 2019                               | Zweden − IJsland                              | 2 – 2                                         | Vriendschappelijk                             | 0                                             |
| 2.                                            | 15 januari 2019                               | Estland − IJsland                             | 0 − 0                                         | Vriendschappelijk                             | 0                                             |
| Als speler bij Lyngby BK                      |                                               |                                               |                                               |                                               |                                               |
| 3.                                            | 8 september 2023                              | Luxemburg − IJsland                           | 3 – 1                                         | EK 2024 kwalificatie                          | 0                                             |
| 4.                                            | 11 september 2023                             | IJsland − Bosnië en Herzegovina               | 1 – 0                                         | EK 2024 kwalificatie                          | 0                                             |
| 5.                                            | 13 oktober 2023                               | IJsland − Luxemburg                           | 1 – 1                                         | EK 2024 kwalificatie                          | 0                                             |
| 6.                                            | 16 oktober 2023                               | IJsland − Liechtenstein                       | 4 – 0                                         | EK 2024 kwalificatie                          | 0                                             |
| 7.                                            | 16 november 2023                              | Slowakije − IJsland                           | 4 – 2                                         | EK 2024 kwalificatie                          | 0                                             |
| 8.                                            | 14 januari 2024                               | Guatemala − IJsland                           | 0 – 1                                         | Vriendschappelijk                             | 0                                             |
| 9.                                            | 18 januari 2024                               | Honduras − IJsland                            | 0 – 2                                         | Vriendschappelijk                             | 0                                             |

1 Barkas ·
2 Horemans ·
3 Van der Hoorn ·
5 Finnsson ·
6 Fraulo ·
7 Jensen ·
8 Bozdoğan ·
9 Min ·
11 Ohio ·
14 Iqbal ·
15 Blake ·
16 El Karouani ·
18 Toornstra ·
19 Descotte ·
20 Cathline ·
21 Aaronson ·
22 Rodríguez ·
23 Vesterlund ·
24 Viergever  ·
25 Brouwer ·
26 Jonathans ·
27 Engwanda ·
32 De Graaff ·
33 Gadellaa ·
40 Didden ·
44 Mukeh ·
91 Haller ·
Coach: Jans
· Assistent-trainer: Penders
· Keeperstrainer: Wapenaar